# Festung Metz

Stadt Metz und der Ring der Festungsanlagen (Forts) an der Peripherie des Stadtgebiets auf einem Plan der Umgebung von Metz um 1900 (rot gekennzeichnet, am linken Bildrand Fort Kaiserin (Ft. Kaiserin))

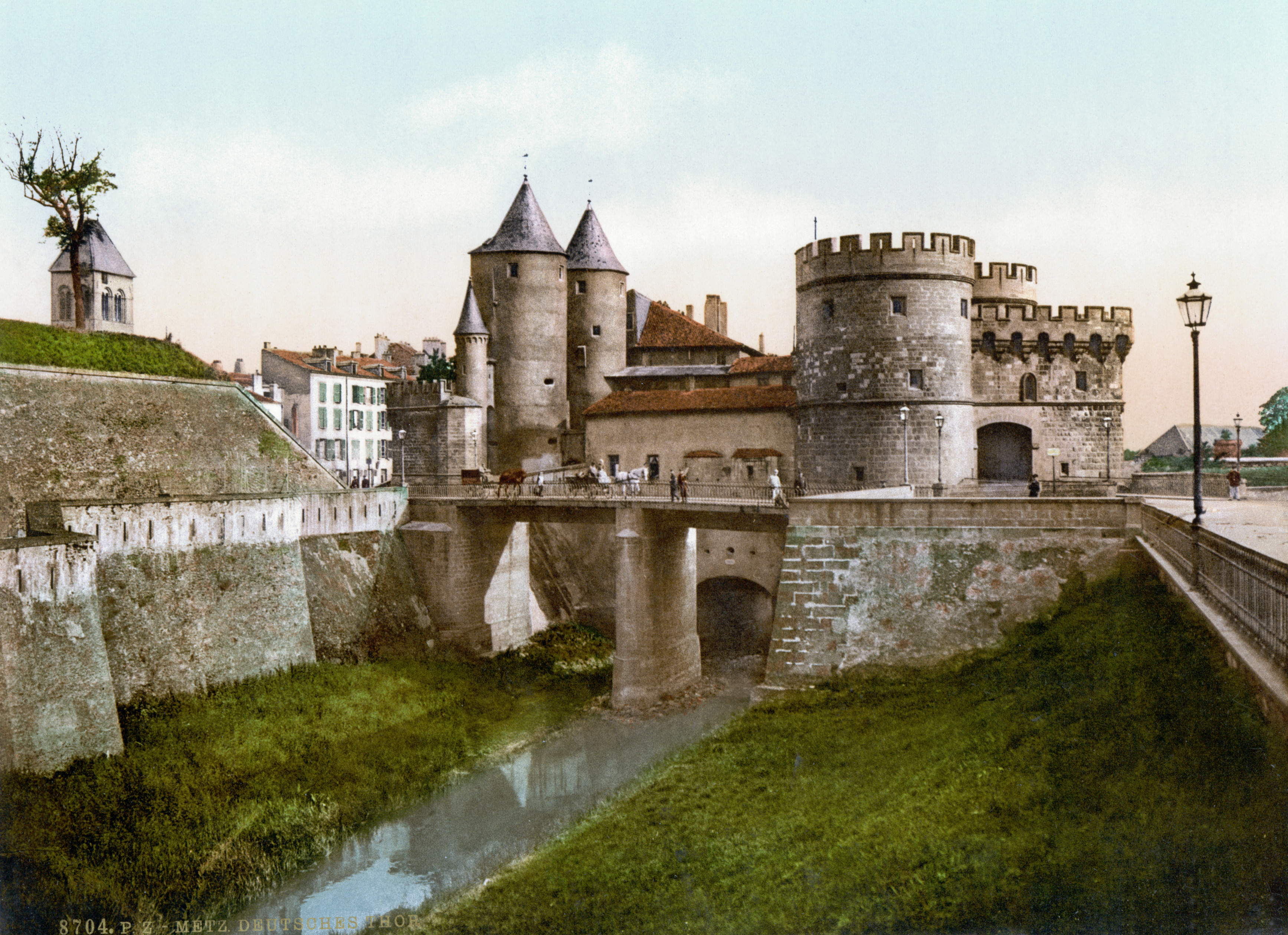
Deutsches Tor der Festung Metz, Ansicht um 1900

Mit Festung Metz wird die Stadt Metz in Lothringen als militärische Festung mit einer mehr als 2000-jährigen Geschichte bezeichnet. Sie zählte jahrhundertelang zu den bedeutendsten Festungsstädten in Europa.
Metz ist seit jeher ein bedeutender Verkehrsknotenpunkt: Dort treffen sich vier Fernstraßen (von Norden (Thionville, Luxemburg), Süden (Nancy, Épinal), Osten (Saarbrücken, Kaiserslautern, Saarland) und Westen (Verdun, Reims) kommend) und dort mündet die Seille in die Mosel.
Ab 1845 baute die Französische Ostbahn ein Eisenbahnnetz im Osten Frankreichs. Etwa 1852 wurde Metz an die Bahnstrecke Paris–Strasbourg angeschlossen; 1859 wurde die Bahnstrecke Metz–Luxemburg in Betrieb genommen.
Nach 1871 ließ das Deutsche Kaiserreich einige strategische Eisenbahnlinien errichten: die Kanonenbahn von Koblenz nach Metz, die Bahnstrecke Metz–Château-Salins (1904 eröffnet) und die Bahnstrecke Metz–Anzeling (1908 eröffnet).
(Dieser Artikel verwendet die deutschen Bezeichnungen der Anlagen. Die französischen stehen in eckigen Klammern dahinter.)

## Römerzeit und Mittelalter
Als römische Truppen 52 v. Chr. gegen Ende des Gallischen Kriegs nach Metz kamen, legten sie dort eine militärische Etappenstation an. Sie wuchs im Laufe der Zeit zu einer beachtlichen Siedlung an. Etwa 300 n. Chr. entstand die erste gemauerte Umwallung. In der Zeit um 900 bekam der Ort eine neue, verstärkte Befestigung, die im 12. Jahrhundert weiter ausgebaut wurde. Bischof Robert I. von Metz wird hier als treibende Kraft genannt. 1445 wurde das Deutsche Tor (heute noch vorhanden) als eins von sieben Burgtoren (eine befestigte Toranlage mit einem äußeren und einem inneren Tor und dazwischenliegendem Zwinger) errichtet.

## Französische Zeit 1552–1871
Nach der Besitznahme der Stadt durch französische Truppen (→Vertrag von Chambord) wurde 1556–1562 eine Zitadelle im Süden von Metz erbaut. 1674 begann unter Leitung des Festungsbaumeisters Vauban eine bis zum Ende des 17. Jahrhunderts dauernde Neubefestigung, die von seinem Schüler  Louis de Cormontaigne, Maréchal de camp und Direktor der Festungen, zwischen 1728 und 1749 vollendet wurden. Unter anderem die zwischen 1728 und 1740 durch die vorgeschobenen Werke Double Couronne du Fort Moselle und Belle Croix im Osten und Nordwesten verstärkten die Festung weiter. Um die Festung Metz mit Truppen belegen zu können, wurde die Caserne Coislin zwischen 1726 und 1730 auf dem Champ à Seille erbaut. Metz wurde damit zur stärksten Festungsstadt von Frankreich. Um Platz für noch weitere Anlagen zu schaffen, legte man ab 1742 die Umwallung aus dem Mittelalter nieder. Zu den geplanten Ausbauten kam es lange Zeit nicht; erst 1867 begann der Bau eines ersten Fortgürtels um die Stadt, dessen Entwurf hauptsächlich auf General Séré de Rivières zurückgeht und sechs Forts vorsah: Ostfort [Diou], Alvensleben [Plappeville], Manteuffel [St. Julien], Zastrow [Les Bolles], Goeben [Queuleu] und August v. Württemberg [St. Privat]. Davon waren zum Kriegsbeginn 1870/71 nur die Arbeiten am Ostfort [Diou] fast beendet.
Anlässe für den Baubeginn waren unter anderem der Machtzuwachs Preußens nach seinem Sieg im Deutschen Krieg (1866) und die Luxemburgkrise 1867.

## Deutsche Zeit 1871–1918

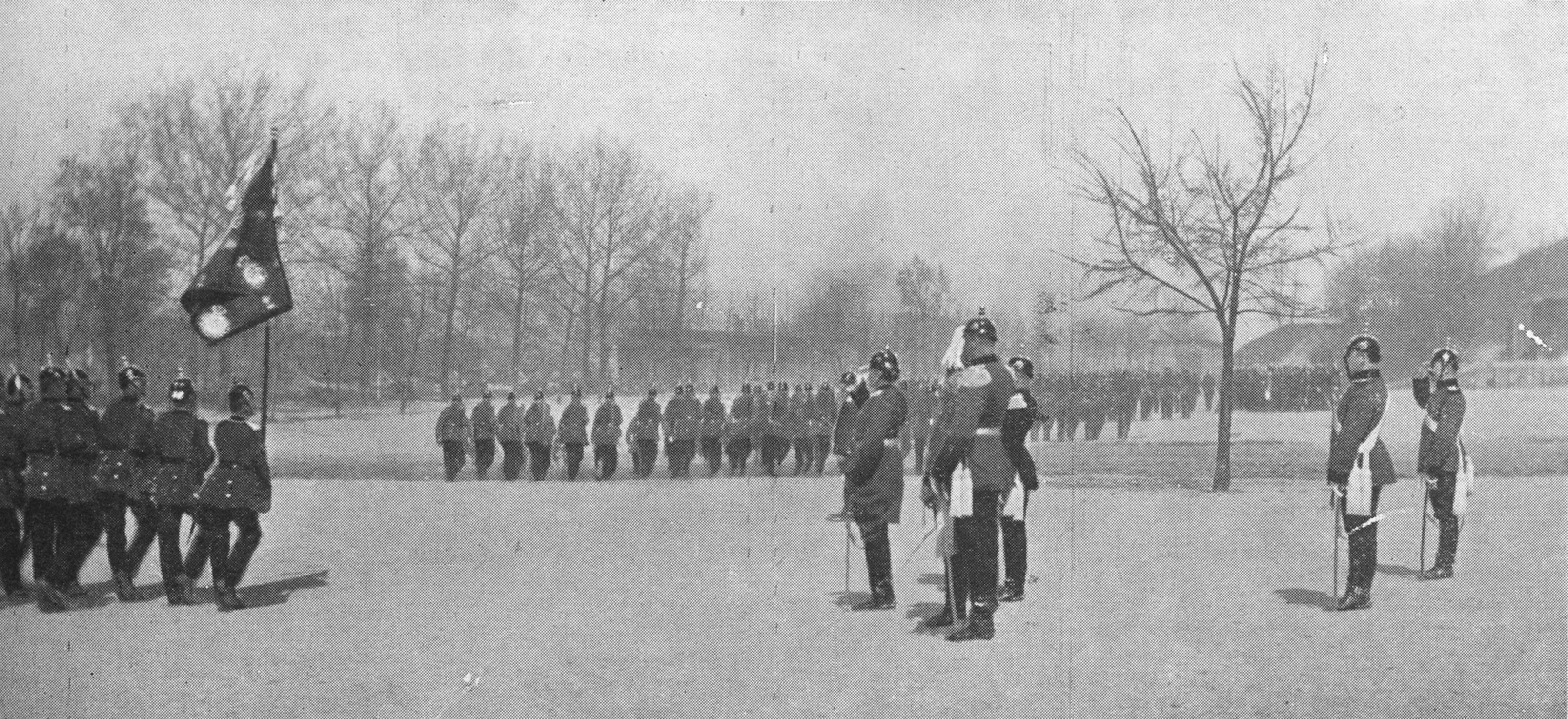
Fahnenübergabe an das Fußartillerieregiment Nr. 8 am 22. April 1900 im Fort Steinmetz bei Metz

Nach dem Frankfurter Frieden vom 10.  Mai 1871 wurden die bei Metz und Straßburg vorhandenen Festungsanlagen durch kaiserlichen Erlass Wilhelms I. vom 1. September 1873 umbenannt. Vor allem aus Zeitgründen – man wollte die neugewonnenen Gebiete schnellstmöglich mit modernen Wehranlagen verteidigen können – wurden nach 1871 zunächst die noch unfertigen bzw. nur geplanten Befestigungen fertiggestellt:
Das Ostfort [Diou] wurde durch ein zweites, Fort Manstein [Girardin], erweitert. Beide zusammen bildeten die Feste Prinz Friedrich Karl [Saint Quentin]. Bauzeit war hier von 1867 bis 1880. Die Forts Feste Alvensleben [Plappeville] (1867–1874), Fort Manteuffel [St. Julien] (1867–1875), Fort Goeben [Queuleu] (1867–1875) wurden noch gemäß den französischen Plänen erbaut. Die Forts Zastrow [Les Bordes] (1874–1875) und Feste Prinz August von Württemberg [St. Privat] (1872–1875) waren von den Franzosen zwar projektiert worden, gebaut wurden beide schließlich nach deutschen Entwürfen von Hans Alexis von Biehler. Die Forts Schwerin [Decaen] (1878–1880) und Hindersin [Gambetta] (1879–1881), beides eigentlich nur Zwischenwerke, sowie das Fort Kameke [Déroulède] (1876–1879) vervollständigten den nunmehr ersten Fortgürtel der Stadt Metz im Nordwesten. Aufgrund der Brisanzgranatenkrise war man in der Folgezeit gezwungen, die Artillerie aus den Befestigungen in die Zwischenräume zu verlagern. Bis 1899 entstanden 65 Infanterie-, Munition- und Artillerieräume sowie 70 Feldbatterien. Als letzte Maßnahme zur Sicherung des ersten Fortgürtels baute man zwischen 1890 und 1893 zwei 21-cm-Panzerbatterien. Ab 1899 begannen die Arbeiten am zweiten Ring, der vor allem aus einem neu entwickelten Festungstyp – den Festen – bestand, wodurch Metz endgültig zur stärksten Festungsstadt im Deutschen Reich wurde. Dieser äußere, etwa zehn Kilometer von der Stadt entfernte zweite Befestigungsring bestand aus den Anlagen:
Infanteriewerk Mey [Champagne] (1907–1912), Infanteriewerk Bellecroix [Lauvalliere] (1908–1914), Feste von der Goltz [La Marne] (1907–1916), Infanteriewerke Chesny-Nord und Chesny-Süd (1907–1911), Feste Luitpold [l’Yser] (1907–1910), Feste Wagner [l’Aisne] (1907–1910), Feste Haeseler [Verdun] (1899–1905), Feste Kronprinz [Driant] (1899–1905), Infanteriewerk Marival (1912–1916, blieb unfertig), Bois la Dame (1913–1916), Feste Kaiserin [Jeanne d’Arc] (1899–1908), Feste Leipzig [François de Guise] (1907–1913) und Feste Lothringen [Lorraine] (1899–1905). Auch dieser Ring wurde u. a. noch durch betonierte Schützengräben (Wolffsberg-, Steinbruch- und Horimont-Stellung) sowie 10- und 15-cm-Batterien verstärkt.

### Gouverneure
| Dienstgrad                             | Name                          | Datum                                  |
| -------------------------------------- | ----------------------------- | -------------------------------------- |
| Generalleutnant                        | Julius von Loewenfeld         | 28. Oktober 1870 bis 26. Juni 1871     |
| Generalleutnant                        | Georg Ferdinand von Bentheim  | 15. Juli 1871 bis 7. März 1873         |
| Generalleutnant                        | Adolf von Glümer              | 08. März bis 10. Oktober 1873          |
| Generalleutnant/General der Infanterie | Christoph von Schmidt         | 11. Oktober 1873 bis 11. November 1876 |
| Generalleutnant/General der Infanterie | Kurt von Schwerin             | 19. November 1876 bis 13. April 1884   |
| Generalleutnant                        | Emil von Conrady              | 15. April 1884 bis 2. November 1885    |
| Generalleutnant                        | Rudolf von Bercken            | 03. November 1885 bis 26. Januar 1888  |
| Generalleutnant/General der Infanterie | Rudolf von Oppeln-Bronikowski | 27. Januar 1888 bis 19. März 1890      |
| Generalleutnant/General der Infanterie | Emil von Fischer              | 24. März 1890 bis 12. März 1894        |
| Generalleutnant/General der Infanterie | Arno von Arndt                | 17. März 1894 bis 6. Juli 1896         |
| Generalleutnant/General der Artillerie | Anton von Froben              | 18. Juli 1896 bis 2. Mai 1901          |
| Generalleutnant/General der Infanterie | Louis Stoetzer                | 03. Mai 1901 bis 17. Mai 1903          |
| General der Kavallerie                 | Maximilian von Hagenow        | 1903 bis 1906                          |
| Generalleutnant/General der Infanterie | Hans von Arnim                | 1906 bis 2. März 1910                  |
| General der Infanterie                 | Adolf von Oven                | 1910–1918                              |

## Kampfhandlungen

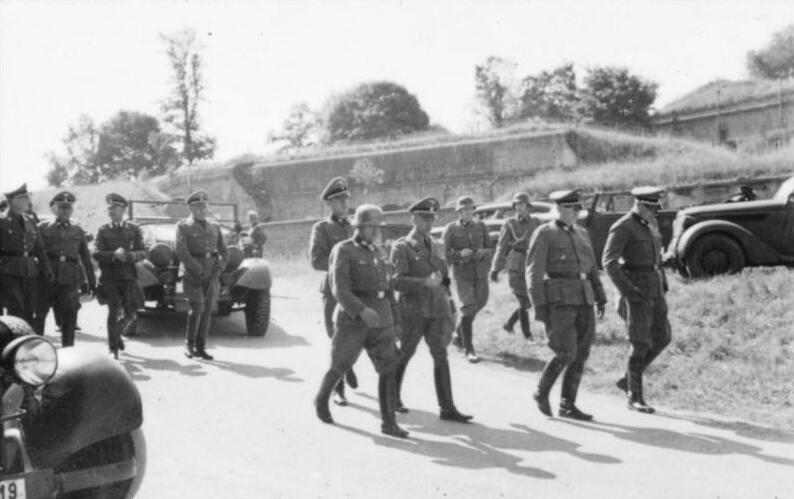
Feste Alvensleben, Plappeville, 7. September 1940

Weder im Krieg von 1870/71 (→ Belagerung von Metz) noch im Ersten Weltkrieg waren die Befestigungen der Stadt Metz aktiv am Kampf beteiligt. Lediglich die Festen Kronprinz und Haeseler feuerten einige Male. In den 1930er Jahren richtete die französische Armee in Metz einige Kommandobehörden der Maginot-Linie ein. Im Kampf um Metz nutzte die deutsche Wehrmacht im Spätsommer 1944 einige der alten Befestigungswerke und leistete der 3. US-Armee einen unerwartet langen Widerstand.

## Die Festungen heute
Die meisten Anlagen sind verlassen. Einige verwendet die französische Armee als Lager oder Truppenübungsplatz. Die Forts Goeben [Queuleu] und Hindersin [Gambetta] werden als Freizeitgelände (Trimm-Dich-Pfad) genutzt. Im Fort Goeben erinnert ein kleines Museum an das dort im Zweiten Weltkrieg befindliche Konzentrationslager. Die Feste Wagner [Groupe fortifie l’Aisne] kann besichtigt werden.
→ Feste Prinz August von Württemberg